# 대통령을 죽여라 (2004년 영화)
《대통령을 죽여라》(The Assassination Of Richard Nixon)는 멕시코에서 제작된 닐스 뮬러 감독의 2004년 범죄, 드라마, 스릴러 영화이다. 숀 펜 등이 주연으로 출연하였고 알폰소 쿠아론 등이 제작에 참여하였다. 2004년 칸 영화제에서 주목할 만한 시선 부문에서 상영되었다.

## 줄거리
1973년, 43세의 필라델피아 주민 샘 비키(숀 펜)는 불운한 판매원이며, 별거 중인 아내 마리(나오미 왓츠)와 화해하기를 간절히 원한다. 끊임없이 도덕적 훈계를 늘어놓는 그는 형 줄리어스(마이클 윙컷)가 소유한 타이어 가게에서 고객들에게 거짓말을 했다는 이유로 일을 그만두었다고 말한다. 그는 사회의 차별이 아프리카계 미국인뿐만 아니라 가난한 백인들에게도 똑같이 영향을 미친다고 믿으며, 블랙 팬서에 가입하려고 시도한다. 그의 꿈은 가장 친한 친구인 아프리카계 미국인 정비공 보니(돈 치들)와 동업하여 자신의 이동식 타이어 판매 사업을 소유하는 것이다.
그는 사무용 가구 소매업체에 취직하고, 그곳에서 새로운 상사 잭(잭 톰슨)에게 거들먹거리는 조언을 듣지만, 그의 어색함 때문에 판매원으로서는 형편없다. 잭은 미국 대통령 리처드 닉슨을 역사상 가장 위대한 판매원이라고 묘사하는데, 이는 1968년 그의 선거 공약이 베트남 전쟁에서 철수하는 것이었고, 4년 후 그는 같은 전쟁을 끝내겠다는 약속으로 다시 손쉽게 1972년 재선에 성공했기 때문이다.
비키는 사회적 지위에 점점 더 환멸을 느낀다. 그는 보니와 사업을 시작하기 위해 정부 대출을 신청하고, 우편으로 답장을 초조하게 기다린다. 그의 판매 실적은 계속 악화되고, 기혼 판매원만 고용하는 잭은 샘이 결혼에 대해 거짓말을 했다고 의심하기 시작한다. 사실 마리는 샘의 서투른 화해 시도를 계속 거부하고, 나중에는 그에게 이혼 판결을 보내 그를 절망에 빠뜨린다. 얼마 지나지 않아 그는 잭이 잠재 고객과 협상하는 동안 쇼룸의 텔레비전 볼륨을 높여 고의로 판매를 망치고 직장을 그만둔다. 워터게이트 사건 중에 텔레비전에서 닉슨이 연설하는 것을 보면서 그는 닉슨에게 "그건 돈 문제야, 딕!"이라고 소리친다. 대출이 아직 확정되지 않은 상태에서 그는 형의 타이어 판매 사업에 침입하여 보니에게 전달될 대량 주문을 한다. 결국 대출은 거절되고, 월세는 연체되며, 형 줄리어스는 도난당한 물건을 받아서 체포된 보니를 보석시켜야 했으며, 이제는 무능하고 위선적인 동생과의 관계를 완전히 끝냈다고 밝힌다.
파산한 샘은 닉슨에 대해 점점 더 집착하게 된다. 어느 날 밤, 백악관 주변을 비행하다 체포된 헬기 조종사에 대한 뉴스 기사를 본 후, 그는 여객기를 납치하여 백악관에 추락시키는 계획을 세우기 시작한다. 행동에 나서기 전 2주 동안 그는 자신의 의도와 심리 상태를 상세히 기록한 메시지를 자신이 크게 존경하는 레너드 번스타인에게 보낸다.
샘은 은행 계좌를 청산하고 보니의 총을 훔쳐 잭이 식사 중인 식당으로 향한다. 그는 식탁 아래에서 잭에게 총을 겨누지만, 방아쇠를 당기지 못하고 도망친다. 그는 자신과 마리의 옛 집으로 가서 비어있는 집에서 잠을 자고, 그 다음에는 가족 개를 총으로 쏴 죽인다. 다음 날 아침, 그는 총을 다리에 숨기고 휘발유로 가득 찬 여행 가방을 들고 볼티모어-워싱턴 국제공항으로 운전해 간다. 번스타인에게 자신의 고백을 우편으로 보낸 후, 그는 비행기 탑승을 위해 줄을 서서 기다릴 계획이었지만, 보안 절차가 예상보다 훨씬 철저한 것을 보고 당황하여 서둘러 비행기에 탑승하면서 경찰관을 총으로 쏜다.
일단 탑승하자마자 그는 조종사 한 명의 머리를 아무렇게나 쏘고 다른 조종사는 어깨를 쏜 다음, 부조종사 역할을 할 승객을 찾는다. 그러나 그는 개입한 경찰관의 총에 창문을 뚫고 맞지만, 죽거나 체포되기 전에 자살한다. 그날의 사건은 텔레비전에 방영되지만, 보니와 마리 둘 다 샘의 이름이 언급되는 것에 반응하지 않는 것으로 보인다.

## 출연

### 주연
- 숀 펜
- 나오미 왓츠
- 돈 치들
- 잭 톰슨

### 조연
- 브래드 윌리암 헨크
- 닉 서시
- 마이클 윈콧
- 미켈티 윌리암슨
- 에이프릴 그레이스
- 릴리 나이트
- 자레드 도란스
- 제나 밀튼
- 마리아 마사
- 에일린 라이언
- 데릭 그린
- 조 마리넬리

## 기타
- 공동제작: 더그 번하임
- 공동제작: 존 리모티
- 라인프로듀서: 데브라 그리코
- 협력프로듀서: 카를로스 쿠아론
- 협력프로듀서: 엠마누엘 루베즈키
- 협력프로듀서: 커트 뮤러
- 미술: 레스터 코헨
- 의상: 애기 구어럴드 로저스
- 배역: 말리 핀